# Nicolò Donà

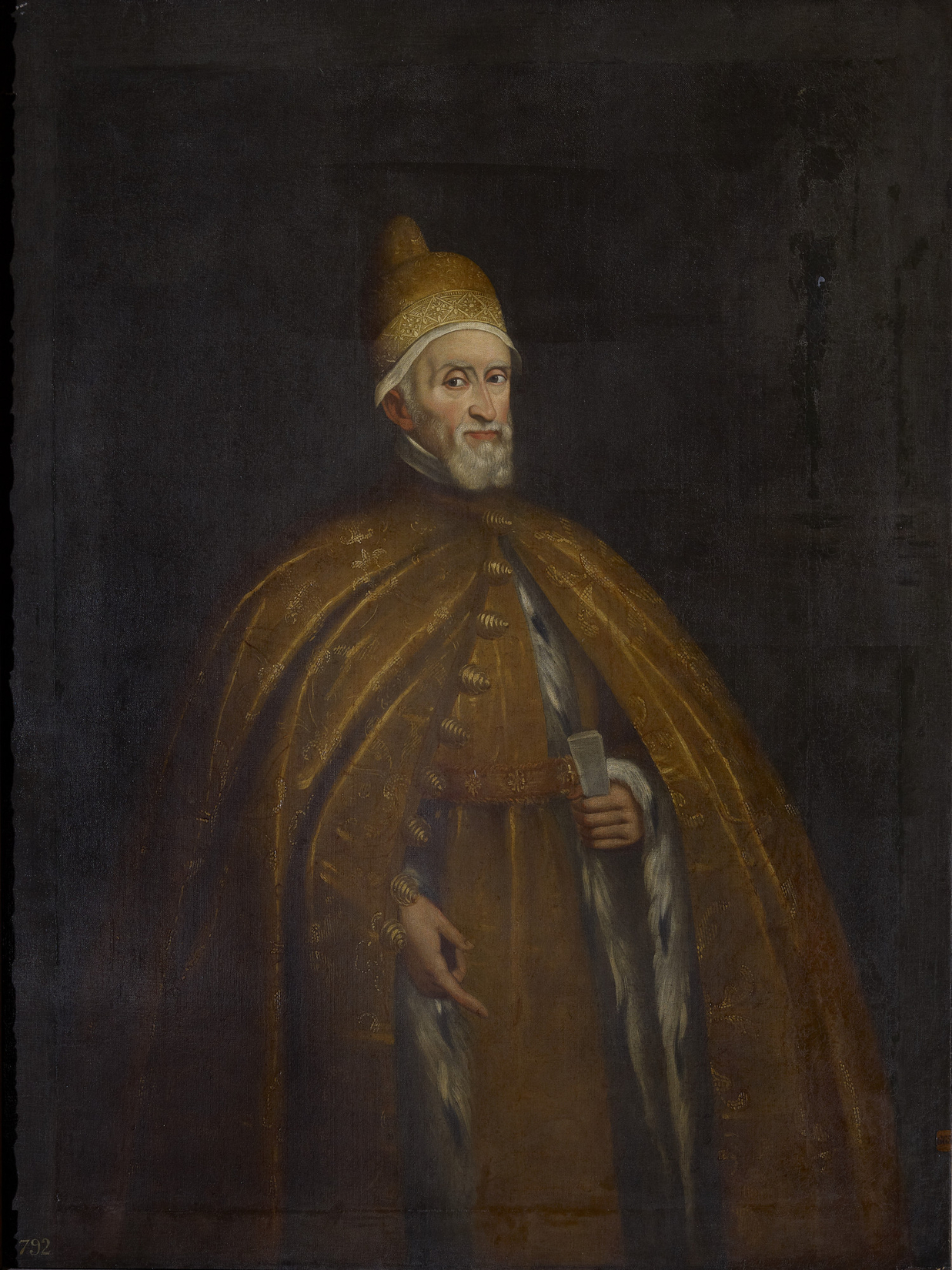
Odoardo Fialetti (1573–1638) zugeschriebenes Porträt des Dogen, Öl auf Leinwand, 165 × 124 cm, Royal Collection

Nicolò Donà (* 28. Januar 1540 in Venedig; † 9. Mai 1618 ebenda) war, folgt man der staatlich gesteuerten Geschichtsschreibung der Republik Venedig, ihr 93. Doge. Allerdings amtierte er, gewählt am 5. April 1618, nur wenig mehr als einen Monat.
Donà entstammte einer vermögenden Familie, deren Besitz er zusammen mit seinem Bruder noch erheblich um Güter auf dem italienischen Festland vermehrte. Gebildet und redegewandt trat er bereits mit zwanzig Jahren in den Großen Rat ein. 1564 begann seine Ämterlaufbahn, die ihn in verantwortliche Positionen in den adriatischen Kolonien und auf der Terraferma sowie im Friaul führte, dem oberitalienischen Gebiet Venedigs. Auch tat er sich bei der Bekämpfung der Pest hervor, in einem neugegründeten Amt, das 1598 zur Bekämpfung der Epidemie geschaffen wurde.
Als einer der moderaten Gegner der päpstlichen und habsburgischen Einflussnahme auf die venezianische Politik, und als Verteidiger des Handelsmonopols in der Adria, galt er einer hinreichenden Zahl von Elektoren bei der Dogenwahl als geeigneter Vermittler und zugleich als entschiedener Verteidiger der venezianischen Unabhängigkeit. Um ein eigenes Profil während seiner Amtszeit als Doge zu entwickeln, war die Zeit zu kurz.

## Familie
Nicolò Donà entstammte zwar einer Familie, die vor ihm bereits zwei Dogen gestellt hatte, aber diese entstammten einer anderen Linie, nämlich der Donà da le rose (nach ihrem Wappen mit den drei Rosen benannt). Nicolo Donàs Familie entstammte der Linie von der Riva di Biasio, genannt dalle tresse d'oro (nach den Bündeln im Wappen). Ihr gehörte die Ca’ Donà a San Polo.
Nicolo Donà war der jüngste von drei Söhnen des Giovanni di Nicolò di Luca († 1571) und der Elisabetta Morosini di Cristoforo, die 1525 geheiratet hatten. Außerdem hatte er eine Schwester, die mit Vincenzo Querini verheiratet wurde. 
Francesco († 1588), der älteste Bruder Nicolòs, mit dem er in einem Haus in der Gemeinde San Zan Novo (italianisiert: San Giovanni Novo) lebte, heiratete 1565 Marietta Morosini di Piero. Das Paar hatte acht Kinder, die nach Nicolòs Tod Gesamterben wurden.
Die Erklärung über die Redditi, die Einnahmen, des Jahres 1582, die Nicolò mit seinem Bruder Francesco vorlegte, erweist bereits ein erhebliches Vermögen. So besaßen die Brüder Häuser und Land auf der Terraferma, in Piove di Sacco, Rovigo, Loreo, Lendinara sowie weiteren Besitz zwischen Padua, Rovigo und Venedig. Dann waren sie im Getreidehandel tätig, der sich um 1600 besonders lohnte, aber auch hohe Risiken barg. 1615, lange nach dem Tod Francescos, wurde die mit ihm unterhaltene fraterna, ein in Venedig unter Verwandten verbreiteter Gesellschaftstyp, endgültig aufgelöst. Das Erbe wurde mit den Neffen geteilt. Immobilien, Landbesitz und Mobilien brachten eine Rendite von mindestens 12.000 Dukaten pro Jahr ein. Außerdem hatte Nicolò Donà dem Herzog von Ferrara einige Landgüter abgekauft. In Venedig hielt er im Sestiere Cannaregio ein prächtiges Haus bei Santa Fosca.

## Leben

### Ämterlaufbahn (ab 1560/1564)
Donà studierte in Padua bei seinem Onkel väterlicherseits Girolamo und bei Kardinal Agostino Valier, der in Venedig seit 1558 lehrte.
Im Jahr 1560 konnte er bereits im Alter von 20, statt erst mit 25, durch ein Losverfahren, die Balla d’oro, früher in den Großen Rat eintreten. Doch erst 1564 begann er seine (sich über mehr als ein halbes Jahrhundert erstreckende) Ämterlaufbahn, wie üblich als Savio agli Ordini, eine Position, in der er auch im nächsten Jahr vom Großen Rat bestätigt wurde. Zudem wurde er in die Cazude (scadute) gewählt, ein seit 1435 bestehendes Amt, das die Aufgabe umfasste, bestimmte rückständige Abgaben einzuziehen.

#### Ämter in Dalmatien, auf der Terraferma und auf Istrien

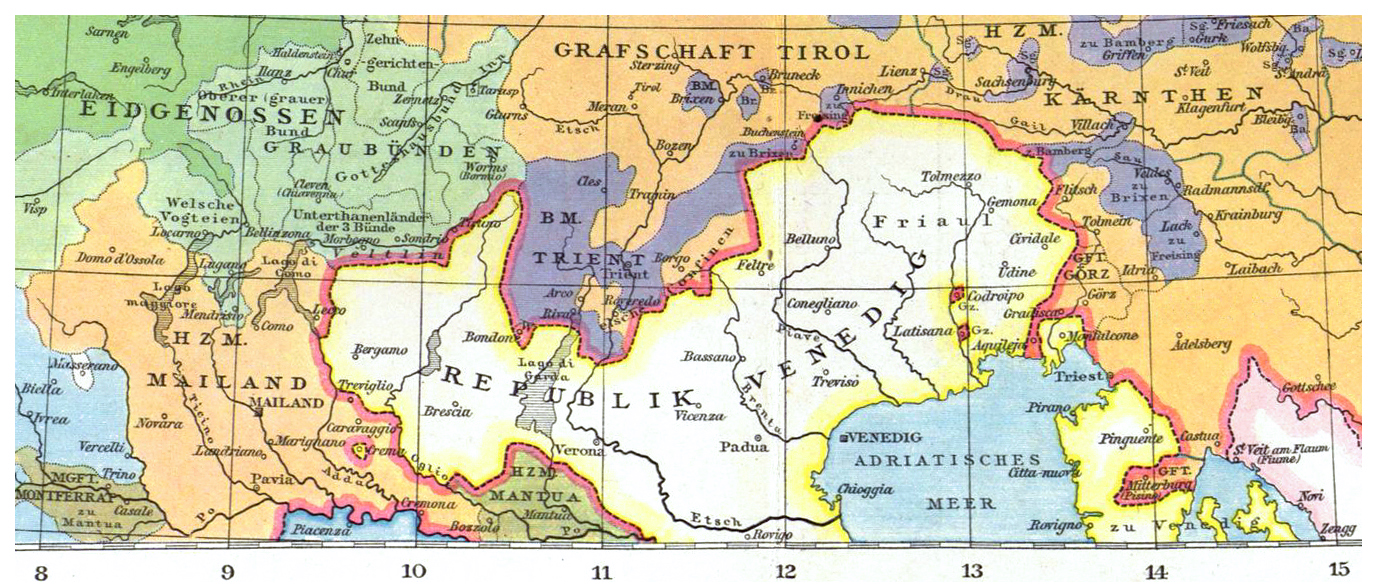
Territorien in Oberitalien um 1540

1566 wurde er Sindico und Avogador in Dalmatien, womit eine lange Reihe von Ämtern im Kolonialreich begann. 1571 nahm er an der Seeschlacht von Lepanto gegen die Flotte der Osmanen teil.
1574 wurde er zum Podestà von Vicenza gewählt, 1575 schloss sich die Nominierung zum Podestà und Capitano von Capodistria an, dem heutigen Koper. Der dortige Handel war gegen das österreichische Triest in die Defensive geraten, das wiederum die österreichischen Habsburger förderten. Donà führte eine Militärkampagne, um gegen die Saline im Rosandratal vorzugehen, da deren Betrieb dem Vertrag zwischen Triest und Venedig, der sein Salzmonopol geschützt hatte, widersprach. Das Tal blieb bis 1918 österreichisch.
Nach seiner Rückkehr nach Venedig übernahm Donà eine Reihe kleinerer Ämter, um 1583 zum Avogador di Comun gewählt zu werden. Dieses Amt übernahm er auch 1588; es war durch die Entmachtung des Rates der Zehn im Jahr 1582 in seiner Bedeutung gewachsen, denn es erhielt einen Teil seines früheren Ansehens als einer Art Chefankläger der Republik zurück. 1585 bis 1587 wurde er in drei aufeinanderfolgenden Jahren zum Savio di Terraferma gewählt, womit sein Einfluss auf die Politik in Italien wuchs.

#### Senat, Statthalter des Friaul (1589), Zensor (1592), Rat der Zehn (1593), Brescia (1594/1601)
Dabei stand er den giovani nahe, die einer päpstlich-habsburgischen Einmischung in die venezianischen Angelegenheiten ablehnend gegenüberstanden, und er wurde in den Senat berufen. Dort wurde er für seine rhetorischen Fähigkeiten bekannt. Am 29. Oktober 1589 zum Statthalter des Friaul gewählt, zog er 1590 in dessen Hauptstadt Udine ein. Nach seiner Rückkehr wurde er erneut zum Savio di Terraferma gewählt, 1592 wurde er Zensor. 1593 trat er in den immer noch mächtigen Rat der Zehn ein. 1594 wurde er für ein Jahr als Capitano nach Brescia an die Westgrenze geschickt, wo er sich 1601 erneut betätigte.

#### Dogenrat, Bekämpfung der Pest, Konflikt mit dem Papst
Danach wurde er zum Consigliere gewählt, zum Dogenrat. Schon 1598 war er zum Provveditore generale alla Sanità e alla Peste gewählt worden, wodurch er mit der Bekämpfung der Pest betraut wurde. Er war der Erste, der dieses neu geschaffene Amt bekleidete. In dieser Funktion konnte er an örtlichen Autoritäten vorbei handeln, ihnen Anweisungen erteilen; so beseitigte er den umständlichen Dualismus zwischen den Provveditori alla Sanità und den Rettori. Mit Hilfe des Arztes Ascanio Olivieri und des Provveditore von Cividale Alvise Marcello, gelang es ihm, der Epidemie Herr zu werden. Während er im Konvent S. Maria delle Grazie lebte, bereiste er das umfangreiche Territorium, sorgte für prophylaktische Maßnahmen, die er bei Androhung der Todesstrafe durchsetzte. Ihm zu Dank wurde ein Gedenkstein am Kastell von Udine aufgestellt, um ihm für seinen Kampf gegen die Pest zu danken.
Nicolò Donà war von Ende des Jahrhunderts bis 1618 allein 17 Mal Savio del Consiglio, eine Zeit, in der sich der Konflikt mit den Päpsten immer mehr zuspitzte, bis Venedig dem Interdikt unterlag. Zwar stand Donà Rom skeptisch gegenüber, doch versuchte er einen vollständigen Bruch mit dem Papst zu verhindern. So stimmte er im Senat dafür, einen Botschafter nach Rom zu entsenden, um wieder für normale diplomatische Beziehungen zu sorgen.
Es gelang ihm, als die Spannungen mit den Habsburgern auf dem Höhepunkt standen, die Senatoren davon zu überzeugen, dass es sinnvoll sei, dem spanischen Botschafter Alfonso de la Cueva, der wegen des Durchzuges einiger Tausend deutscher Söldner durch venezianisches Gebiet, zuzuhören. Nur Feinden, meinte Donà, könne man den Durchmarsch verwehren, und es gelte, einen Krieg zu vermeiden. Damit machte er sich allerdings die Falken zu Gegnern, aber auch diejenigen, die glaubten, der spanische Botschafter plane einen Umsturz. 1611, als er dem Magistrat der Reformer des Paduaner Studiums angehörte, befürwortete er die Berufung des Giacomo Antonio Marta (20. Februar 1559 – 22. September 1629) zum Dozenten für kanonisches Recht, obwohl dieser einst Rom nahestand, jedoch seit 1609 dessen Anspruch auf Autorität und Jurisdiktion außerhalb des Kirchenstaates ablehnte. Er galt aber nicht nur als Mittler und Freund der Jesuiten, sondern zeichnete sich auch durch Ausdauer und Arbeitsamkeit aus, wenn er auch zum Konzil und zur Absetzung Papst Pauls V. aufrief, sich zudem als Spion für England betätigte (und 1629 hingerichtet wurde).
Doch die Sparsamkeit Nicolò Donàs, vielleicht Geiz, brachten ihm auch Widerwillen ein, seine Getreidegeschäfte in Zeiten höchster Not auch Abneigung und Zorn ein. Diese konnte er jedoch mit seinen tatkräftigen Hilfsmaßnahmen während der Notjahre 1613 und 1617 zerstreuen.

### Wahlen zum Dogen von 1615 und 1618, Tod und Begräbnis auf Murano
Schon als Marcantonio Memmo 1615 starb, bewarb sich auch Donà um dessen Nachfolge, doch ohne Erfolg. 1618 bewarb er sich erneut.

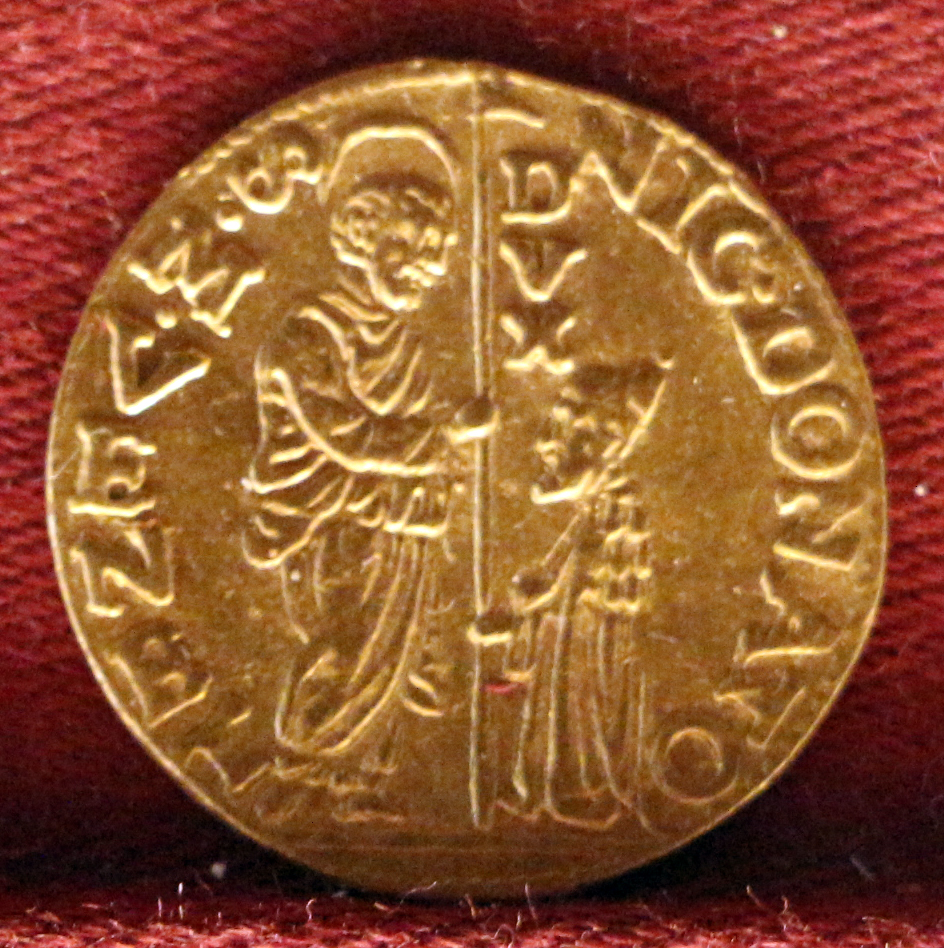
Unter „Nic^{.} Donato“ geprägter Zecchino

Es wurde eines der längsten Konklave, und erst bei der 35. Abstimmung erschien Donàs Name. Am 5. April erhielt er schließlich 39 der 41 Stimmen. Nicolò Donà war ein Verlegenheitskandidat, da man sich nicht auf Giambattista Nani einigen konnte, der zwar der am besten geeignete Kandidat war, den man aber geheimer Sympathien für die Protestanten verdächtigte.
Der Doge starb nur 34 Tage nach seiner Wahl. Sein Grab in der Kirche Santa Chiara auf der Insel Murano wurde während der französischen Besatzung Venedigs zerstört.